# اللغة الديولية
لغة ديولية وهي واحدة من اللغات الماندية ويتواجد الناطقون بها في بوركينا فاسو وساحل العاج ومالي، ويبلغ عدد الناطقين بها حوالي 12 مليوناً.
تكتب هذه اللغة بالأبجدية العربية والأبجدية اللاتينية وأبجدية نكو.